# Charles Feldman
Charles K. Feldman (New York, 26 aprile 1904 – Beverly Hills, 25 maggio 1968) è stato un produttore cinematografico statunitense.

## Biografia
Iniziò la sua carriera di agente nel 1932. Aprì con Adeline Schulberg, la moglie di B.P. Schulberg l'agenzia Schulberg- Feldman Agency. Nel 1934 sposò l'attrice Jean Howard da cui divorziò nel 1948. Prima del matrimonio con Feldman, Jean aveva una relazione con il produttore della MGM Louis B. Mayer e una volta che il magnate della casa di produzione venne a sapere della relazione tra i due, chiuse tutti i rapporti lavorativi con Feldman e lo bandì dalla sua casa di produzione. Lo stesso anno Adeline lasciò l'impresa per motivi non ancora chiari. Era un'amica di Louis B. Mayer quindi probabilmente raccontò della relazione tra Feldman e Howard al produttore. Vi è anche un'altra ragione plausibile. Nel 1934 si era aggiunto all'agenzia il fratello di Adeline: Sam Jaffe che venne accusato da Feldman di aver cospirato contro la sua agenzia con sua sorella. Nel 1936 la Schulberg- Feldman Agency venne ufficialmente sciolta e Charles K. Feldman inaugurò la Famous Artists Agency. 
Lavorò come agente per importanti attore come Claudette Colbert, Randolph Scott, Charles Boyer, Irene Dunne e negli anni Quaranta per Joan Blondell, Din Powell, Marlene Dietrich, John Wayne. Fu l'agente anche del musicista Max Steiner e di Howard Hawks, George Stevens.
Negli Quaranta divenne anche un produttore e partecipò alla produzione di Casino Royale nel 1966.
Alla sua morte i resti vennero sepolti nell'Hollywood Forever Cemetery a Hollywood, California.

## Filmografia parziale
- La signora acconsente (1942)
- I cacciatori dell'oro (1942)
- La febbre dell'oro nero  (1942)
- La nave della morte (1944)
- Io ho ucciso! (1945)
- Lo zoo di vetro (1950)
- Un tram che si chiama Desiderio (1951)
- Quando la moglie è in vacanza (1955)
- Pugni, pupe e pepite (1960)
- Anime sporche (1962)
- Ciao Pussycat (1965)
- James Bond 007 - Casino Royale  (1966)